# Chaerophyllum tolucanum
Chaerophyllum tolucanum är en flockblommig växtart som först beskrevs av Ivan Murray Johnston, och fick sitt nu gällande namn av K.F. Chung. Chaerophyllum tolucanum ingår i släktet rotkörvlar, och familjen flockblommiga växter. Inga underarter finns listade i Catalogue of Life.